# Чорноярський
Чорноя́рський (рос. Черноярский) — селище у складі Сєровського міського округу Свердловської області.
Населення — 119 осіб (2010, 147 у 2002).
Національний склад населення станом на 2002 рік: росіяни — 66 %.